# Elezioni generali in Spagna del 1989
Le elezioni generali in Spagna del 1989 si tennero il 29 ottobre per il rinnovo delle Corti Generali (Congresso dei Deputati e Senato). Esse videro la vittoria del Partito Socialista Operaio Spagnolo di Felipe González, che fu confermato Presidente del Governo.

## Risultati

### Congresso dei Deputati
| Liste                                              | Voti       | %     | Seggi |
| -------------------------------------------------- | ---------- | ----- | ----- |
| Partito Socialista Operaio Spagnolo                | 8 115 568  | 39,60 | 175   |
| Partito Popolare                                   | 5 285 972  | 25,79 | 107   |
| Sinistra Unita                                     | 1 858 588  | 9,07  | 17    |
| Centro Democratico e Sociale                       | 1 617 716  | 7,89  | 14    |
| Convergenza e Unione                               | 1 032 243  | 5,04  | 18    |
| Partito Nazionalista Basco                         | 254 681    | 1,24  | 5     |
| Raggruppamento Ruiz-Mateos                         | 219 883    | 1,07  | –     |
| Herri Batasuna                                     | 217 278    | 1,06  | 4     |
| Partito Andalusista                                | 212 687    | 1,04  | 2     |
| I Verdi - Lista Verde                              | 157 103    | 0,77  | –     |
| Unione Valenciana                                  | 144 924    | 0,71  | 2     |
| Eusko Alkartasuna                                  | 136 955    | 0,67  | 2     |
| I Verdi Ecologisti                                 | 136 335    | 0,67  | –     |
| Euskadiko Ezkerra                                  | 105 238    | 0,51  | 2     |
| Partito dei Lavoratori di Spagna - Unità Comunista | 86 257     | 0,42  | –     |
| Sinistra Repubblicana di Catalogna                 | 84 756     | 0,41  | –     |
| Partito Socialista dei Lavoratori                  | 81 218     | 0,40  | –     |
| Partito Aragonese Regionalista                     | 71 733     | 0,35  | 1     |
| Gruppi Indipendenti delle Canarie                  | 64 767     | 0,32  | 1     |
| Partito Comunista dei Popoli di Spagna             | 62 664     | 0,31  | –     |
| Blocco Nazionalista Galiziano                      | 47 763     | 0,23  | –     |
| Coalizione Galiziana                               | 45 821     | 0,22  | –     |
| Unità del Popolo Valenciano                        | 40 767     | 0,20  | –     |
| Altri <0,20%                                       | 270 970    | 1,32  | –     |
| Voti in bianco                                     | 141 795    | 0,69  | –     |
| Totale                                             | 20 493 682 | 100   | 350   |

### Senato
| Liste                               | Seggi |
| ----------------------------------- | ----- |
| Partito Socialista Operaio Spagnolo | 107   |
| Partito Popolare                    | 78    |
| Convergenza e Unione                | 10    |
| Partito Nazionalista Basco          | 4     |
| Herri Batasuna                      | 3     |
| Sinistra Unita                      | 1     |
| Centro Democratico e Sociale        | 1     |
| Gruppi Indipendenti delle Canarie   | 1     |
| Independientes por Lanzarote        | 1     |
| Asamblea Majorera                   | 1     |
| Agrupación Herreña Independiente    | 1     |
| Totale                              | 208   |